# Sacramentaire de Berthold

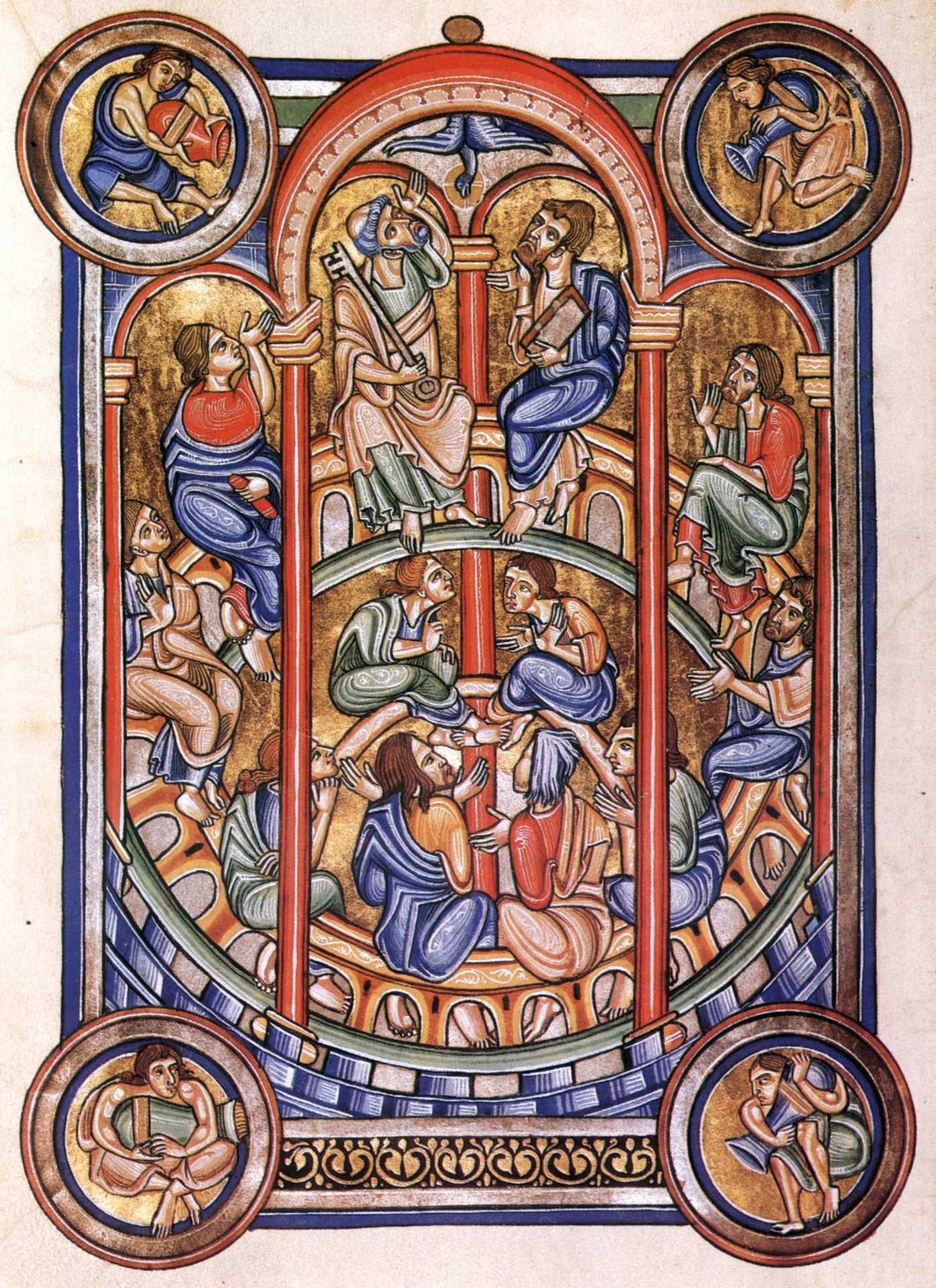
La Pentecôte, folio 64 verso

Le sacramentaire de Berthold est un manuscrit enluminé du XIIIe siècle composé à l'abbaye de Weingarten qui est conservé à la Pierpont Morgan Library de New York sous la cote M. 710.

## Description et historique
Ce sacramentaire a été commandé par l'abbé de l'abbaye bénédictine de Weingarten, Berthold von Hainburg, à un enlumineur anonyme dont le nom de convention est le Maître du sacramentaire de Berthold. Il a été composé entre 1200 et 1232 et contient 165 folios de 29,3 cm sur 20,4 cm avec vingt-et-une miniatures de pleine page, six initiales en pleine page et douze en demi-page, sept grandes scènes historiées et douze tableaux calendaires.
L'abbaye est ravagée par un incendie en 1215 et aussitôt reconstruite. C'est sans doute pour la reconstruction de l'abbaye, consacrée en 1217, que ce codex est commandé. L'abbé Berthold est représenté sur le plat de reliure agenouillé devant la Vierge Marie.
Les miniatures sont peintes en partie sur fond d'or avec des gouaches de bleu ardoise clair, vermillon, vert, le tout rehaussé de rose carmin et d'ocre. Le Maître du sacramentaire de Berthold s'est inspiré des maîtres souabe, mais également de l'art flamand et anglais, en particulier de l'art des Guelfes qui avaient choisi l'abbaye de Weingarten comme lieu de leur sépulture. De plus, on note une influence byzantine dans les miniatures des rois mages, de l'Annonciation et de la Dernière Cène.
La miniature du folio 64 verso représente la Pentecôte. Les apôtres sont assis en cercle, comme dans une arène antique. La scène est fortement structurée par une arcade qui coupe la scène en deux avec saint Pierre et saint Paul assis en haut et la bordure dont quatre médaillons aux angles figurent les quatre fleuves du paradis. On sent une nette influence scolastique, encore empreinte de raideur, qui est atténuée par le flou du mouvement des vêtements bleus.
Après le Maître du sacramentaire de Berthold, le scriptorium de l'abbaye de Weingarten ne produit plus d'œuvres de qualité comparable.

## Propriétaires
Après la sécularisation de l'abbaye au début du XIXe siècle, dont les biens sont confisqués, le manuscrit tombe dans les mains d'un général napoléonien, Niboyet, puis est vendue en Angleterre. Elle appartient en 1818 au comte de Leicester qui l'ajoute à la collection de la bibliothèque de son château de Holkham Hall. Ses descendants le vendent en 1927 à John Pierpont Morgan, banquier de New York.